# 牟國
牟国，周朝小型诸侯国，子爵。故址在今山东省济南市莱芜区东10公里的辛庄镇赵家泉村，春秋时期是鲁国的附属国。在公元前697年到鲁国朝见。春秋末期亡。
1. ↑  《春秋·桓公十五年》：邾人、牟人、葛人來朝。